# Циклофілін A
Циклофілін A (англ. Peptidylprolyl isomerase A) – білок, який кодується геном PPIA, розташованим у людей на короткому плечі 7-ї хромосоми.  Довжина поліпептидного ланцюга білка становить 165 амінокислот, а молекулярна маса — 18 012.
| 10         |  | 20         |  | 30         |  | 40         |  | 50         |
| ---------- |  | ---------- |  | ---------- |  | ---------- |  | ---------- |
| MVNPTVFFDI |  | AVDGEPLGRV |  | SFELFADKVP |  | KTAENFRALS |  | TGEKGFGYKG |
| SCFHRIIPGF |  | MCQGGDFTRH |  | NGTGGKSIYG |  | EKFEDENFIL |  | KHTGPGILSM |
| ANAGPNTNGS |  | QFFICTAKTE |  | WLDGKHVVFG |  | KVKEGMNIVE |  | AMERFGSRNG |
| KTSKKITIAD |  | CGQLE      |  |            |  |            |  |            |

A: Аланін

C: Цистеїн

D: Аспарагінова кислота

E: Глутамінова кислота

F: Фенілаланін

G: Гліцин

H: Гістидин

I: Ізолейцин

K: Лізин

L: Лейцин

M: Метіонін

N: Аспарагін

P: Пролін

Q: Глутамін

R: Аргінін

S: Серин

T: Треонін

V: Валін

W: Триптофан

Цей білок за функціями належить до ізомераз, ротамаз. 
Задіяний у такому біологічному процесі як взаємодія хазяїн-вірус. 
Локалізований у цитоплазмі.
Також секретований назовні.